# 濱田崇裕
濱田 崇裕（日语：／ Hamada Takahiro，1988年12月19日—）是日本偶像、演員兼藝人。傑尼斯事務所所屬，組合「Johnny's WEST」的成員之一。

## 簡歷
- 2002年12月進入傑尼斯事務所，半年後作為BOYS成員活動。
- 2014年4月23日以「Johnny's WEST」成員身分CD出道。
- 2016年舞台劇『喜劇/市場三郎〜温泉宿の恋』初主演。

## 演出
只列出以個人身份的演出，以組合名義的演出參考Johnny's WEST。

### 電視劇
- DRAMATIC-J（關西電視台）
  - （2008年4月14日－5月5日） - 飾演 一条弘明
  -  第四話（2008年7月28日） - 飾演 藤間浩介
- DRAMADA-J（2009年7月30日・8月6日・13日，關西電視台） - 飾演
- 谁也不知道的J学园 第5話（2010年5月26日，關西電視台） - 飾演
- SHARK（2014年1月11日－3月30日，日本電視台） - 飾演 萩原海
  - SHARK〜2nd Season〜（2014年4月19日－7月13日）
- 非妈妈白书（2016年8月13日－9月24日，東海電視台・富士電視台） - 飾演 小中莊太
- 毕业笨蛋实况（2018年1月23日－3月27日，日本電視台） - 主演・米澤真央（與藤井流星雙主演）
- 恋之病与野郎组（2019年7月20日－9月21日，BS日本） - 飾演 花岡飛鳥
  - 恋之病与野郎组 第二季（2022年1月25日〈24日深夜〉－3月29日〈28日深夜〉，日本電視台） - 飾演 花岡飛鳥
- 連續劇W 正体（2022年3月12日－4月2日，WOWOW） - 飾演 四方田保
- 武士助手逢坂君！（2021年7月26日－9月28日，日本電視台） - 主演・逢坂總司郎
- 風間公親－教場0－（2023年4月10日－6月19日，富士電視台） - 飾演 谷本進一
- 糕点店MON（2024年1月11日－3月28日，東京電視台） - 飾演 大門勇
- 好想把那個人渣狠揍一頓 第7話（2024年11月19日，TBS） - 飾演 井崎勇也

### 網絡劇
- 爆炎轉校生 REBORN（2017年11月10日 - 、Netflix原創影集） - 主演・濱田駆

### 電影
- 破门 两个疫病神（2017年1月28日） - 飾演

### 綜藝節目
- J3KANSAI（2002年秋 - 2003年3月、關西電視台・BS富士）
- ほんじゃに!（關西電視台・BS富士）
- 関ジャニ∞のジャニ勉（關西電視台・BS富士）
- 関西ジュニア青春バス（2008年、SUN電視台）
- あほやねん!すきやねん!（2009年、NHK大阪放送局）
- あっぷ&UP!（2010年、關西電視台）
- 住人十色（2013年、毎日放送） - 不定期
- これって分かります…よね? オークション（2022年8月6日、朝日電視台） - 與川島明的MC

### 舞台劇
- 関西ジャニーズJr.ミュージカル ANOTHER（2002年）
- サマースペシャル2006 Another's "ANOTHER"（2006年8月3日 - 27日、大阪松竹座）
- World's Wing 翼 Premium 2008 大阪公演（2008年8月6日 - 16日、大阪松竹座）
- DREAM BOYS 大阪公演（2008年4月4日 - 4月16日、梅田芸術劇場メインホール）
- 少年たち 格子無き牢獄（2010年8月3日 - 28日、大阪松竹座）
  - 少年たち 格子無き牢獄（2011年9月5日 - 29日、日生劇場）
  - 少年たち Jail in the Sky（2012年9月4日 - 26日、日生劇場）
- 滝沢歌舞伎2012（2012年4月8日 - 5月6日、日生劇場）
- 大和三銃士 虹の獅子たち（2013年10月3日 - 27日、新橋演舞場）
- 歌喜劇/市場三郎〜温泉宿の恋（2016年4月22日 - 5月8日、東京環球劇場 / 5月13日 - 15日、シアター・ドラマシティ） -　主演・市場三郎
  - 歌喜劇/市場三郎〜グアムの恋（2018年11月7日 - 12月2日、東京環球劇場 / 12月7日 - 10日、シアター・ドラマシティ） - 主演・市場三郎
- 盗聴（2022年10月31日 - 11月21日、東京環球劇場 / 11月30日 - 12月3日、サンケイホールブリーゼ） - 主演・榎木田歩

### CM
- 日本火腿「中華名菜」（2020年10月 - ）

## 外部連結
- “濱田崇裕のプロフィール、出演情報、スケジュール （页面存档备份，存于）
- 濱田崇裕的Instagram帳戶（日語）
- 濱田崇裕在互联网电影资料库（IMDb）上的資料（英文）